# Tõrva
Tõrva es un pueblo (en estonio: linn) y una municipalidad en el condado de Valga, en el sur de Estonia. Tiene una población estimada, en 2021, de 2690 habitantes.
Está ubicado sobre el río Õhne y tiene un área de 4.8 km².
El distrito (alev) de Tõrva obtuvo su condición de pueblo el 2 de julio de 1926.
El alcalde actual es Maido Ruusmann.